# Mari Kiviniemi
Mari Kiviniemi, née à Seinäjoki le 27 septembre 1968, est une femme d'État finlandaise du Parti du centre (Kesk).
Elle est Première ministre entre 2010 et 2011 et secrétaire générale adjointe de l'Organisation de coopération et de développement économiques (OCDE) de 2014 à 2018.

## Biographie

### Famille
Elle est la fille d'Antti Toivo Iisakki Kiviniemi et Kaija Maija Vihinen, deux ingénieurs agronomes. Mariée depuis 1996 avec Juha Mikael Louhivuori, elle a une fille, Hanna, venue au monde en 1997, et un fils, Antti, né en 2000. La famille réside à Helsinki et possède une résidence secondaire sur le lac Vanajavesi.

### Études et carrière
Après avoir décroché un master en sciences sociales, elle s'engage dans le milieu associatif en adhérant à la Ligue des jeunes de l'association Norden, une ONG qui promeut une coopération étroite entre les pays nordiques, et dont elle est vice-présidente entre 1990 et 1992.
En 1995, elle entre au conseil de surveillance du VR Group, qu'elle quitte en 1997 pour celui de Leonia, qu'elle abandonne en 2000. En 1996, elle avait intégré celui de Lännen Tethaat Oyj. Elle occupe dans le même temps des fonctions de direction au sein de l'association Norden dans la région d'Ostrobotnie.
Devenue membre du conseil de surveillance du Fonds national finlandais pour la Recherche et le Développement (SITRA) en 2003, elle intègre l'année suivante le comité directeur de la Fondation de l'Opéra national finlandais. En 2006, elle entre au comité de l'association Sauvons les enfants et au conseil de surveillance du groupe Ilkka-Yhtymä. Elle les quitte en 2007, tout comme la Fondation de l'Opéra national. 
De 2006 à 2010, elle est présidente de l'Association des jeunes de Finlande.

## Activité politique

### Première élection à la Diète
Après avoir été secrétaire général de l'Union des étudiants centristes entre 1990 et 1991, elle est élue députée à la Diète nationale le 24 mars 1995 dans la circonscription de Vaasa. Elle occupe diverses vice-présidences de commissions parlementaires, notamment de l'Économie, après sa réélection au Parlement lors du scrutin du 21 mars 1999.

### Ascension
Elle conserve son siège à l'occasion des élections législatives de 2003, et occupe brièvement une vice-présidence du groupe parlementaire centriste, avant de siéger à la Grande commission du Parlement. Le 5 octobre 2003, à 35 ans, elle est désignée vice-présidente du Kesk, sous la direction du Premier ministre Matti Vanhanen.
Elle détient également une vice-présidence de la commission des Affaires étrangères entre 2003 et 2005, et exerce les fonctions de conseillère spéciale de Vanhanen à compter de 2004. Elle a par ailleurs été membre du conseil des délégués parlementaires à la Banque de Finlande pendant cette même période, avant d'en être présidente de 2006 à 2007.

### Ministre à deux reprises
Le 2 septembre 2005, elle est nommée ministre du Commerce extérieur et du Développement dans le premier cabinet de Matti Vanhanen, en remplacement de Paula Lehtomäki, enceinte, lui rendant son portefeuille le 2 mars 2006. Elle fait cependant son retour au gouvernement le 19 avril 2007, dans la nouvelle coalition dirigée par Vanhanen, en tant que ministre de l'Administration publique et des Affaires locales.

### Première ministre de Finlande

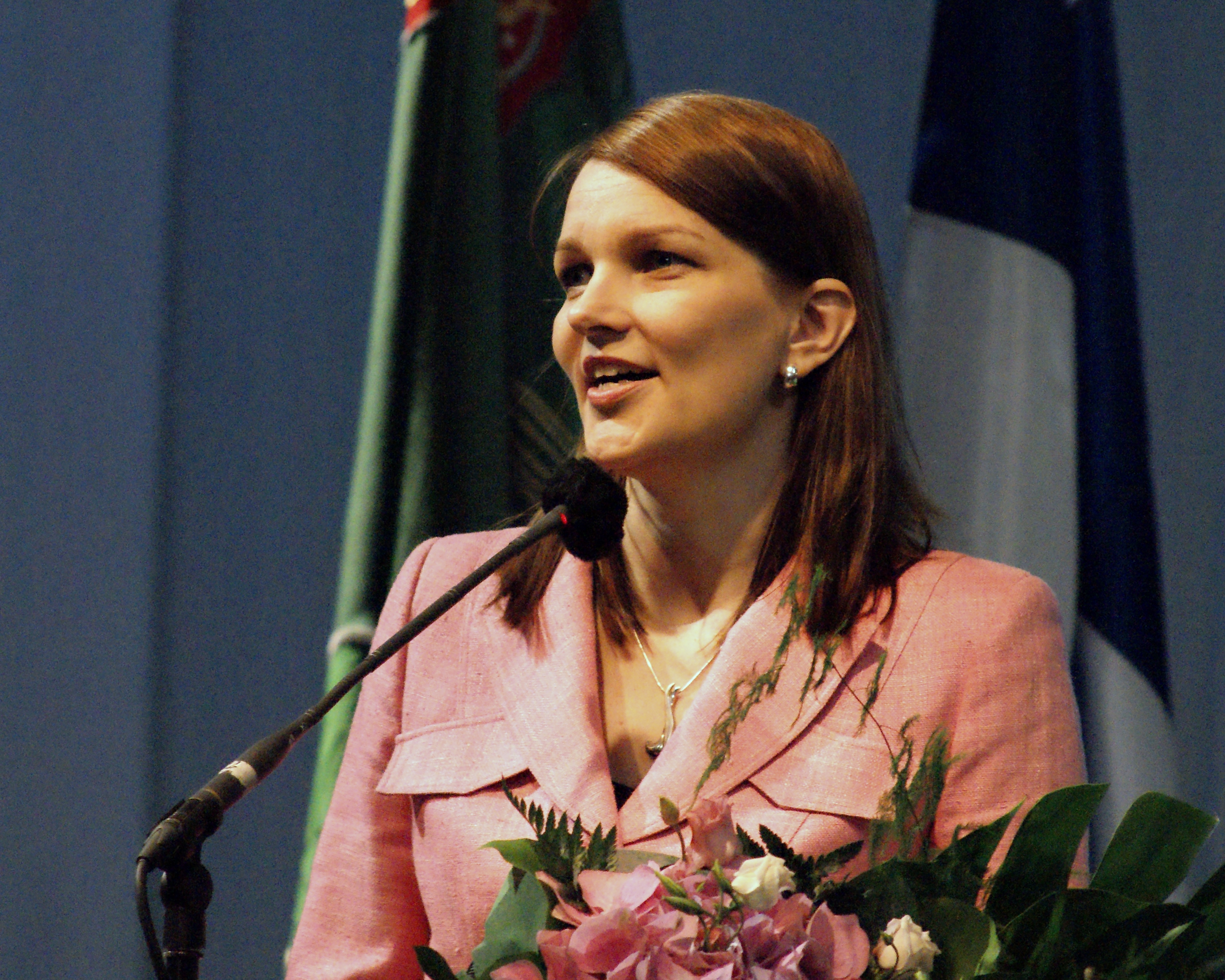
Mari Kiviniemi le 12 juin 2010, au congrès du Parti du centre.

À la suite de l'annonce par Matti Vanhanen de sa démission prochaine, elle décide se présenter à sa succession. Elle est élue présidente du Parti du centre le 12 juin 2010, défaisant au second tour de scrutin le ministre des Affaires économiques Mauri Pekkarinen par 1 357 voix contre 1 035.
Vanhanen renonce officiellement le 18 juin et elle est investie Première ministre par le Parlement quatre jours plus tard, par 115 voix contre 56. Seconde femme à diriger le gouvernement après Anneli Jäätteenmäki, son accession à la présidence du gouvernement refait de la Finlande un pays où les deux têtes de l'exécutif sont des femmes. Elle reconduit alors la coalition avec le Parti de la coalition nationale (Kok), la Ligue verte (Vihr) et le Parti populaire suédois de Finlande (SFP).

### Mise en retrait
Elle est candidate à sa propre succession aux élections législatives du 17 avril 2011, au cours desquelles le Kesk s'effondre à 15,8 % des voix et termine à une humiliante quatrième place avec seulement 35 députés sur 200. Tandis que son parti récolte son pire score depuis 1917, le Kok se classe en tête, suivi du Parti social-démocrate de Finlande (SDP) et des Vrais Finlandais (PS). Le 22 juin, le ministre des Finances et président du Kok, Jyrki Katainen, lui succède.
À l'approche du congrès du Parti du centre, la déroute des législatives et la mauvaise place du parti dans les sondages la conduisent à renoncer à se présenter pour un second mandat. Le député et ancien homme d'affaires Juha Sipilä lui succède le 9 juin 2012.

### OCDE et autres activités
Le 25 août 2014, Mari Kiviniemi prend ses nouvelles fonctions en tant que secrétaire générale adjointe de l'Organisation de coopération et de développement économiques (OCDE), basée à Paris, dont la mission est de promouvoir les politiques publiques qui amélioreront le bien-être économique et social dans le monde.
À ce titre, elle partage son expérience afin de renforcer l'impact et la pertinence des travaux de l’OCDE, et contribuer à relever le défi que représente pour les politiques publiques la réalisation d’une croissance inclusive forte, fondée sur l’emploi, l’égalité et la confiance. Elle supervise les travaux portant sur la gouvernance publique et du développement territorial, le commerce et l'agriculture, des statistiques ainsi que de l'Initiative « Vivre mieux ». Elle quitte ses fonctions en août 2018.
En janvier 2019, elle devient présidente de Kaupan liitto (fi), organisation professionnelle du secteur du commerce finlandais. 